# Jacques Le Goff
Jacques Le Goff (Toulon, 1 januari 1924 – Parijs, 1 april 2014) was een Frans historicus, gespecialiseerd in de mediëvistiek. Hij behoorde tot de scholen van de Annales-geschiedschrijving en de Nouvelle histoire.
Le Goff studeerde na zijn opleiding aan de École Normale Supérieure geschiedenis, onder andere in Praag. Hij was verbonden aan de École Française te Rome en aan de universiteit van Lille eer hij vanaf 1960 in Parijs werkte. Vooral Marc Bloch en Georges Duby hebben hem beïnvloed. Hij was sinds 1972 directeur van de École des Hautes Etudes en Sciences Sociales te Parijs, als opvolger van Fernand Braudel. Le Goff schrijft cultuurgeschiedenis van de middeleeuwen en meer specifiek de historische antropologie van deze periode. Zijn aanpak vernieuwde het instrumentarium van de traditionele mediëvistiek, maar ook dat van de Annales-historici doordat hij minder aandacht schenkt aan de economie. Zo geeft hij in De cultuur van middeleeuws Europa behalve een chronologisch geordend beeld van Europa in de middeleeuwen ook inzicht in de mentaliteitsgeschiedenis van dit tijdvak. Le Goffs boek La naissance du purgatoire beschrijft de langzame opkomst, verspreiding en ontwikkeling van het religieuze begrip vagevuur. Zijn biografie van Lodewijk de Heilige verkent de (on-)mogelijkheden van dit genre in brede zin. In 2004 won Le Goff de Dr. A.H. Heinekenprijs voor geschiedenis.
Hij had veel leerlingen die de thema's die hij onderzocht verder uitwerkten en verdiepten, onder wie Jacques Berlioz, Alain Guerreau, Anita Guerreau-Jalabert, Jean-Claude Schmitt, Jerôme Baschet, Jacques Chiffoleau, Alain Boureau, Jean-Claude Bonne en Michel Lauwers.

## Belangrijkste publicaties
- Les intellectuels au Moyen-Âge (Parijs 1957) - vertaald als De intellectuelen in de middeleeuwen (Amsterdam-Kapellen 1989)
- La civilisation de l'Occident médiéval (Parijs 1964) - vertaald als De cultuur van middeleeuws Europa (Amsterdam 1987)
- Faire de l'histoire (3 dln., Parijs 1974) - met Pierre Nora
- La Nouvelle Histoire (Parijs 1978) - met Jacques Revel
- Pour un autre Moyen-Âge (Parijs 1978)
- La naissance du purgatoire (Parijs 1981)
- L'imaginaire médiéval (Parijs 1985)
- La bourse et la vie. Economie et religion au Moyen Âge (Parijs 1986) - vertaald als De woekeraar en de hel. Economie en religie in de middeleeuwen (Amsterdam 1987)
- Saint Louis (Parijs 1995)
- Saint François d' Assise (Parijs 1999) - vertaald als Sint-Franciscus van Assisi  (Amsterdam 2001)
- Dictionnaire raisonné de l'Occident médiéval (2 dln., Parijs 1999) - met Jean-Claude Schmitt
- Un Moyen Âge en images (2000)
- Une histoire du corps au Moyen-Âge (Parijs, 2003) - met Nicolas Truong - vertaald als De geschiedenis van het lichaam in de Middeleeuwen (Amsterdam 2004)